# 설마가 사람잡네
"설마가 사람잡네"는 1985년에 개봉한 대한민국의 영화이다.

## 캐스팅
- 선우일란
- 하재영
- 윤양하
- 나영희